# Diplôme de premier cycle technique
Le diplôme de premier cycle technique (DPCT), inscrit au niveau III du RNCP (actuel niveau 5), a été délivré par le Conservatoire national des arts et métiers (CNAM) jusqu'en 2008.

## Historique
Ce diplôme a été homologué au niveau III (Bac+2) par arrêté du 08 avril 1981 et publié au journal officiel de la république française du 10 avril 1981 . Ce diplôme a été homologué jusqu'au 31 décembre 2006 pour les diplômes de DPCT du CNAM dont l’inscription de la spécialité a été demandée au RNCP et au 31 décembre 2007 pour les non-inscrits.Il était prévu de ne plus délivrer le DPCT du CNAM à partir de la fin 2009 , mais les statistiques du ministère de l'éducation nationale montrent que les derniers diplômes du DPCT du CNAM ont été délivrés en 2008  en tant que diplômes d'établissement.

## Cursus de formation
Les cours sont ceux de l'enseignement supérieur, il sanctionne 3 à 4 années d'études après un niveau Bac.
Le diplôme s'obtient par la capitalisation d'Unités de Valeurs (U.V.) organisées en cours et/ou travaux pratiques.
Chaque unité d'enseignement donne lieu à un contrôle des connaissances, soit par un examen annuel, soit par la combinaison : examen annuel - contrôle continu. Après succès aux examens (note >= 10/20), des attestations des valeurs ou demi-valeurs pour les unités acquises sont établies.

## Conditions d'obtention
Conditions d'obtention du DPCT  :
- Avoir 21 ans minimum,
- Avoir acquis toutes les U.V. prévues (généralement 7 à 8 de cycle A, une UV représentant 100 heures de cours en moyenne, le volume horaire global des cours de ce diplôme est 700 heures soit autant qu'un DEUG d'université[6]),
- Remplir les conditions d'expérience professionnelle,
- L'auditeur ne doit pas avoir été dispensé de plus de 5 U.V.(Unité de Valeur).

Expérience professionnelle requise , :
- Si l'activité professionnelle de niveau satisfaisant correspond à la spécialité du diplôme préparé, la durée minimale requise est de 2 ans à temps plein. Si l'activité professionnelle ne correspond pas en nature et niveau à la spécialité du diplôme préparé, la durée minimale requise est de 2 ans à temps plein.
- Si l’expérience professionnelle est inexistante ou insuffisante, la personne devra faire un stage de 3 à 6 mois dans la spécialité pour obtenir son diplôme. En l'absence de ce stage, la demande de diplôme sera refusée et il ne sera délivré qu’une attestation des valeurs obtenues.
- Pour être sûr de satisfaire aux exigences d’expérience professionnelle, tout dossier doit être validé par le service scolarité du Centre Régional ou le Centre d’Enseignement des Arts et Métiers.

Niveau d'études recommandé : 
- Niveau Bac

## Les différentes spécialités du DPCT
- Bâtiment, génie civil
- Biochimie, biologie
- Chimie
- Électronique
- Électrotechnique
- Énergétique
- Génie analytique
- Géotechnique
- Informatique
- Informatique (option : Génie informatique d'entreprise)
- Informatique appliquée à la modélisation et à l'analyse numérique
- Informatique Industrielle
- Hygiène et sécurité du travail
- Instrumentation- mesure
- Matériaux
- Matériaux polymères
- Mécanique
- Métallurgie
- Organisation
- Organisation des productions
- Physique
- Physique (orientation génie analytique)
- Sciences et techniques des productions agricoles

## Modification consécutive à la réforme LMD (Licence-Master-Doctorat)
Aujourd’hui, et depuis la réforme LMD, certaines spécialités du DPCT sont remplacées par des diplômes de licence et de master. D'autres spécialités du DPCT ont été remplacées par des « Titres Professionnels » ou « Titres RNCP ». Ces titres inscrits au RNCP sont homologués par l’État qui  reconnait ainsi la dimension professionnelle du diplôme et le sérieux de l’institution qui le prépare. Cette homologation permet aussi au diplôme d'être reconnu sur l'ensemble du territoire national, dans les différentes conventions collectives et par la plupart des concours administratifs,,.

### Correspondance entre les spécialités du DPCT (bac+2) et les "Titres RNCP" ou Titre professionnel inscrit au RNCP - niveau III (bac+2)

#### Industrie
- Le DPCT Biochimie,Biologie est devenu Technicien de laboratoire chimie, biologie, alimentation, santé parcours biochimie biologie
- Le DPCT Chimie est devenu Technicien de laboratoire en chimie, biologie, alimentation, santé parcours chimie
- Le DPCT Bâtiment, génie civil est devenu le diplôme de Conducteur de travaux bâtiment et travaux publics  ou Projeteur d'études bâtiment et travaux publics

#### Informatique
- Le DPCT Informatique est devenu :
  - Analyste-programmeur (parcours programmation Java)
  - Analyste-programmeur (parcours programmation mobiles)
  - Analyste-programmeur (parcours programmation Web)

Jusqu'à l'automne 2011, le diplôme ou titre RNCP de Analyste-programmeur est un titre délivré par le Conservatoire national des arts et métiers (CNAM) et inscrit au RNCP. À l'automne 2011, il est devenu un diplôme d'établissement du CNAM. Ce diplôme a été homologué, pour une durée de 5 ans (du 24 octobre 2006 jusqu'au 24 octobre 2011), au niveau III (Bac+2) par arrêté du 2 octobre 2006 et publié au journal officiel de la république française du 24 octobre 2006 ,,.

### Correspondance entre les spécialités du DPCT (bac+2) et les Diplômes d'établissement du CNAM (bac+2)
Certaines spécialités du DPCT n'ont pas été reconduites dans "Titres RNCP" ou Titre professionnel inscrit au RNCP - niveau III (bac+2), par contre elles ont été transformées en Diplôme d'établissement du CNAM (bac+2).

#### Industrie
- Les DPCT Électronique et Électrotechnique ont été réunis dans le diplôme d'établissement technicien supérieur en électronique, électrotechnique et automatisme
- Le DPCT Énergétique est devenu technicien supérieur des sciences et techniques industrielles, spécialité GEME parcours énergétique
- Le DPCT Géotechnique est devenu technicien supérieur des sciences et techniques industrielles, spécialité GEME parcours géotechnique
- Le DPCT Mécanique est devenu technicien supérieur des sciences et techniques industrielles, spécialité GEME parcours mécanique
- Le DPCT Matériaux est devenu technicien supérieur des sciences et techniques industrielles, spécialité GEME parcours matériaux

#### Informatique
- Le DPCT Informatique est devenu :
  - Analyste-programmeur (parcours programmation Java)
  - Analyste-programmeur (parcours programmation mobiles)
  - Analyste-programmeur (parcours programmation Web)

Depuis l'automne 2011, le diplôme d'Analyste-programmeur est un diplôme d'établissement délivré par le Conservatoire national des arts et métiers (CNAM) (lien site departement informatique) et (lien site portail formation du CNAM). 

### Spécialités du DPCT dont aucune équivalence n'a été trouvé pour l'instant
- Génie analytique
- Informatique (option : Génie informatique d'entreprise)
- Informatique appliquée à la modélisation et à l'analyse numérique
- Informatique Industrielle
- Hygiène et sécurité du travail
- Instrumentation- mesure
- Matériaux polymères
- Métallurgie
- Organisation
- Organisation des productions
- Physique
- Physique (orientation génie analytique)
- Sciences et techniques des productions agricoles

## Privilèges ou dispenses accordés aux titulaires du DPCT pour les concours ou études
- Par arrêté du 25 août 1969, le diplôme du DPCT est dans la liste des titres admis en dispense du baccalauréat de l'enseignement du second degré en vue de l'inscription dans les universités pour des études scientifiques et pharmaceutiques[15].